# 夜想曲第13番 (ショパン)
夜想曲第13番 ハ短調 作品48-1 は、フレデリック・ショパンが1841年作曲し、翌1842年に出版したピアノのための夜想曲。ショパンのピアノの生徒であったラウレ・デュペレ侯爵夫人エリザ・エフスタフィエフ・ペルッツィに献呈された。
ショパンの円熟期の作品で、ジョルジュ・サンドとのノアンでの生活のうちに作られており、心身が充実していた時期のものである。

## 構成
ハ短調、レント、4分の4拍子。三部形式。

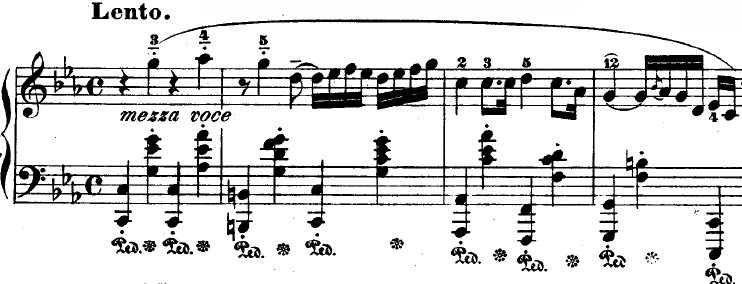
冒頭部分

左手と右手のかけあいで主題が現れる。鋭い付点リズムであり、レントの表示にもかかわらず緊張感がある。この主題は後半で再び使われる。
モルト・ピウ・レント
中間部はコラール風。音域が広くハ長調で安らかな部分。手のひらの小さい演奏者の場合はアルペッジョで演奏されるが、最後には3連符でユニゾンになって次に接続される。
ドッピオ・モヴィメント
左手・右手中声部の3連符にのって冒頭の主題が再現される。「ドッピオ・モヴィメント(Doppio movimento)」とは「2倍の速さで」という意味の発想標語である。この場合は、曲の開始から中間部終了までのテンポの「2倍の速さにする」という意味になる。ほぼ倍速のテンポを要求するほど、この三部形式の再現部は興奮した激しさのうちに進んでいく。
この曲はショパンの創作中期の作品で、劇的な華やかさと男性的なたくましさを伴うことから、演奏会に取り上げられる回数が多い。